# Vodno
Vodno (cyr. Водно) – wieś w Czarnogórze, w gminie Pljevlja. W 2011 roku liczyła 27 mieszkańców.